# Station Brzeziny
Station Brzeziny is een spoorwegstation in de Poolse plaats Brzeziny.